# Паскал Кушепин
Паскал Кушепин (фр. Pascal Couchepin; Мартињи, 5. април 1942) је швајцарски политичар и члан Либерално-демократске странке Швајцарске. Од 11. марта 1998, Кушепин је члан Швајцарског савезног већа.
Он је током 2003. био председник Швајцарске. Био је и потпредседник Швајцарске за 2007. годину. На савезном скупу, Кушепин је са 205 гласова за и 41 гласова против, поново изабран за председника конфедерације, за 2008. годину. Такође је био изабран за још један мандат као члан савезног већа.
Пре његове политичке каријере, био је од 1976. до 1984. градоначелник Мартињија, а од 1979. до 1998, он је био члан Националног савета Швајцарске.
Говори немачки, француски и енглески језик.